# Z会東大進学教室
Z会東大進学教室（ゼットかいとうだいしんがくきょうしつ）は、株式会社Z会が経営する、1991年（平成3年）に開校された大学受験予備校である。

## 概要
中学1年生から受験生までを対象とする塾。東大・京大の受験指導を中心に、一橋大・東工大などの最難関国公立大学、最難関大医学部、早大・慶大などの最難関私立大対策の講座が開講されている。Z会の本業である通信教育の添削指導やノウハウを応用し、各大学の出題傾向を分析したオリジナルのテキストを使用した講義が展開される。大手予備校と比較すると規模の点でこそ劣るものの、講師陣は精鋭揃いで、双方向のやりとりと丁寧な添削指導を通じ、ハイレベルな集団授業となっている。
2005年（平成17年）、本部を恵比寿から神田に移転、現在、本部に付設する御茶ノ水教室のほか、首都圏全6教室で指導が展開されている。
2008年（平成20年）から東京・横浜地区以外の塾・予備校とフランチャイズ契約を結び、東大をはじめとする難関大学志望者対象の授業をおこなっている。また、ena大学受験部を学究社から譲り受け、Z会enaと改称。2009年（平成21年）から最難関医学部専門塾としてスタートした。また、2010年には最難関医学部発展演習講座を、2011年からは、医学部志望者を対象とした選抜講座も開講することになる。東大・東工大だけではなく、医学部への対策もより一層充実したものになっている。
2013年（平成25年）には「東大マスターコース・難関大コース」と改称し、東京大学をはじめとした最難関国公立大学だけでなく、幅広いニーズに対応出来るように、講座の改編などを行った。
2015年（平成27年）には「Z会東大進学教室」と改称し、2017年（平成29年）より新たに葛西教室が開校。御茶ノ水、葛西、渋谷、新宿、池袋、横浜の6校舎となる。
2020年（令和2年）には、新型コロナウイルスの流行を機に、オンラインライブ授業という形態で授業をおこない、全国どこでも受講可能となった。

## Z会ena
Z会ena（ゼットかいエナ）は2008年3月〜2010年3月まで存在した大学受験の予備校である。enaとは、education network associationの略称である。enaも参照。
校舎は2008年度は御茶ノ水、渋谷、横浜、西宮、京都の5教室。2009年度は御茶ノ水校と渋谷校のみ。
もともとはenaの大学受験部として東大理科三類などに多くの合格者を輩出していたが、2008年3月1日をもって、学究社はこの部門をZ会に譲渡し、Z会enaが誕生した。その際、かつてenaでは数学では奥田猛が教鞭を執っていたが、2008年2月をもって引退した。
2010年度からは、Z会東大マスターコースとなり、Z会enaは消滅した。

## 校舎
東京地区
御茶ノ水教室、渋谷教室、新宿教室、池袋教室、葛西教室
横浜地区
横浜教室